# Derobrachus drumonti
Derobrachus drumonti är en skalbaggsart som beskrevs av Santos-silva 2007. Derobrachus drumonti ingår i släktet Derobrachus och familjen långhorningar. Inga underarter finns listade i Catalogue of Life.